# Wehr (Baden-Württemberg)
Wehr è un comune tedesco di 13 113 abitanti,, situato nel land del Baden-Württemberg.